# 三星Galaxy Player
Samsung Galaxy Player，或稱Samsung Galaxy S WiFi，是韓國三星電子在2010年推出的智慧型手持裝置。其功能與市場類型同於美國蘋果電腦之產品iPod touch。

## 概要
Samsung Galaxy Player是以Samsung Galaxy S為基礎所發展出來之產品，其差別之處在於沒有3G通訊功能，僅能以WiFi連結網路，但其他的功能包括照相、Samsung Apps、ChatON及下載和執行Android應用程式等功能仍一應俱全。

## 衍生產品
- Galaxy Player 4.0/Galaxy S WiFi 4.0（YP-G1）
- Galaxy Player 5.0/Galaxy S WiFi 5.0（YP-G70）
- Galaxy Player 3.6/Galaxy S WiFi 3.6（YP-GS1）
- Galaxy Player 4.2/Galaxy S WiFi 4.2（YP-GI1）
- Galaxy Player 5.8（YP-GP1）